# Heinrich Hermann Freytag
Heinrich Hermann Freytag (Hamburg, 1759 – Groningen, 14 april 1811) was een uit Duitsland afkomstige Nederlandse orgelbouwer die met name actief was in Groningen, maar ook in Friesland, Drenthe, Overijssel, Holland en Zeeland. Hij bouwde zowel kerkorgels als kabinetorgels en een secretaireorgel binnen de Noord-Duitse orgelbouwtraditie.

## Biografie
Heinrich Hermann Freytag werd in 1759 geboren als de zoon van een uit Württemberg afkomstige meubelmaker. Hoe hij in de Republiek is terechtgekomen, wordt nergens duidelijk. Zijn naam duikt in 1784 voor het eerst op als hij in de stad Groningen in de orgelmakerij van Albertus Antoni Hinsz (1704-1785) werkt. Toen Hinsz in 1785 overleed, nam zijn stiefzoon Frans Casper Snitger (1724-1799) (een kleinzoon van Arp Schnitger) het bedrijf over. Snitger ging een compagnonschap aan met Freytag. Freytag leidde de nieuw- en verbouwtak van het bedrijf. Snitger hield zich voornamelijk bezig met onderhoudswerk op locatie en met intonatiewerkzaamheden.
Freytag gaf leiding aan de werkplaats, onderhandelde met opdrachtgevers over nieuw- en verbouwprojecten en maakte de ontwerpen voor de nieuwe orgels. Ook vergrootte Freytag het werkterrein van de firma door opdrachten in Rotterdam en Middelburg aan te nemen. Hij was daarmee werkzaam in Groningen, Friesland, Drenthe, Overijssel, Holland en Zeeland. Tot 1806 was Freytag bovendien kroegbaas en had hij een “Wyn en Coffyhuis, als mede Billard” aan de Grote Markt in Groningen. Hij was ook vele jaren diaken of ouderling in de Evangelisch-Lutherse gemeente van Groningen.
Heinrich Hermann Freytag trouwde op 6 oktober 1793 met Hiskia Hornemann (Leer 1765 - Groningen, 1817). Zij was de weduwe van de kastelein Friedrich Andreas Wustenhöffer (?-1792).) Hij en Freytag kenden elkaar van de Lutherse kerk in Groningen. Van de negen kinderen van Freytag en Hornemann bereikten er vijf de volwassen leeftijd. Twee van hen kwamen in de orgelmakerij terecht.
Er zijn met zekerheid vijf werknemers van Freytag en Snitger te traceren in de archieven: J.H. Klambeck, 'Paul', 'Daniel' en de bekendere Matthias Martin (1760-1826) en Johannes Wilhelmus Timpe (1770-1837). De laatstgenoemde maakte in 1806 de overstap van de firma Lohman naar Freytag.
Freytag stierf op 14 april 1811 en werd op 19 april begraven in de Lutherse kerk van Groningen. Zijn laatste orgels werden voltooid door Martin en Timpe, die daarna zijn eigen orgelmakerij begon. Freytags weduwe Hiskia Hornemann zette het bedrijf voort met haar knechten. De zonen Herman Eberhard Freytag (1796-1869) en Barthold Joachim Freytag (1799-1829) namen de firma in 1817 over. Zij hielden zich voornamelijk bezig met onderhoudswerk en kleinere projecten.

## Orgels
Van de orgels in de volgende kerken is bekend dat Freytag ze heeft gebouwd (nieuwbouw en ombouw). In sommige gevallen staat in de laatste kolom aangegeven met wie hij heeft samengewerkt:
| jaar           | plaats          | kerk                       | afbeelding | manualen | registers | opmerkingen                                                                                                  |
| -------------- | --------------- | -------------------------- | ---------- | -------- | --------- | --- |
| 1785           | Groningen       | Doopsgezinde kerk          |            | I/p      | 8         | nieuwbouw, H.H. Freytag en F.C. Snitger; in 1816 vervangen door een nieuw orgel van Johannes Wilhelmus Timpe |
| 1785–1786      | Godlinze        | Pancratiuskerk             |            |          |           | verbouw, H.H. Freytag en F.C. Snitger                                                                        |
| 1786           | Kampen          | Buitenkerk                 |            |          |           | reparatie, H.H. Freytag en F.C. Snitger                                                                      |
| 1786           | Zwolle          | Evangelisch Lutherse Kerk  |            |          |           | reparatie, H.H. Freytag en F.C. Snitger                                                                      |
| 1787 en 1805   | Zwolle          | Grote of Sint-Michaëlskerk |            | III/P    | 64        | reparatie, H.H. Freytag en F.C. Snitger /reparatie, H.H. Freytag                                             |
| 1788           | Meeden          | Kerk van Meeden            |            |          |           | reparatie, H.H. Freytag en F.C. Snitger                                                                      |
| 1788–1789      | Kampen          | Bovenkerk                  |            | III/P    | 46        | uitbreiding met pedaal en borstwerk, H.H. Freytag en F.C. Snitger                                            |
| 1791           | Sappemeer       | Doopsgezinde kerk          |            |          |           | plaatsing bestaand kabinetorgel, H.H. Freytag en F.C. Snitger                                                |
| 1790–1792      | 't Zandt        | Kerk van 't Zandt          |            | II/p     | 12        | ombouw, H.H. Freytag en F.C. Snitger                                                                         |
| 1790–1792      | Bierum          | Sebastiaankerk             |            | I/p      | 10        | nieuwbouw, H.H. Freytag en F.C. Snitger                                                                      |
| 1792           | Kampen          | Waalse Kerk                |            |          |           | reparatie, H.H. Freytag en F.C. Snitger                                                                      |
| 1792–1793      | Zuidhorn        | Kerk van Zuidhorn          |            | I/p      | 12        | nieuwbouw, H.H. Freytag en F.C. Snitger                                                                      |
| 1793           | Ezinge          | Kerk van Ezinge            |            | I/p      |           | plaatsing oud orgel, H.H. Freytag en F.C. Snitger                                                            |
| 1793           | Groningen       | Martinikerk                |            | III/P    | 47        | reparatie, H.H. Freytag en F.C. Snitger                                                                      |
| 1793           | Roden           | Catharinakerk              |            |          |           | reparatie, H.H. Freytag en F.C. Snitger                                                                      |
| 1794           | Leens           | Petruskerk                 |            |          |           | reparatie, H.H. Freytag en F.C. Snitger                                                                      |
| 1793–1795      | Zuidbroek       | Petruskerk                 |            | II/P     | 28        | nieuwbouw, H.H. Freytag en F.C. Snitger                                                                      |
| 1796           | Uithuizermeeden | Mariakerk                  |            |          |           | reparatie, H.H. Freytag en F.C. Snitger                                                                      |
| omstreeks 1796 | Weener          | Organeum                   |            | I        | 5         | secretaire-orgel, H.H. Freytag en F.C. Snitger. Gebouwd in Groningen voor onbekende opdrachtgever            |
| 1796–1798      | Bellingwolde    | Magnuskerk                 |            | II/p     | 17        | nieuwbouw, H.H. Freytag en F.C. Snitger                                                                      |
| 1798–1799      | Enkhuizen       | Zuiderkerk                 |            | II/P     | 20        | nieuwbouw rugwerk, ombouw hoofdwerk, H.H. Freytag                                                            |
| omstreeks 1800 | Lellens         | Kerk van Lellens           |            |          |           | kabinet-orgel, H.H. Freytag. Gebouwd voor onbekende opdrachtgever                                            |
| 1802           | Noordwolde      | Kerk van Noordwolde        |            | II/P     | 18        | ombouw, H.H. Freytag                                                                                         |
| 1802           | Nieuw-Scheemda  | Kerk van Nieuw-Scheemda    |            |          |           | reparatie, H.H. Freytag                                                                                      |
| 1803           | Groningen       | Pelstergasthuiskerk        |            |          |           | reparatie, H.H. Freytag                                                                                      |
| 1803-1804      | Loppersum       | Petrus en Pauluskerk       |            | II/p     | 20        | ombouw, H.H. Freytag                                                                                         |
| 1804           | Anloo           | Magnuskerk                 |            | I        | 6         | kabinet-orgel, H.H. Freytag. Gebouwd voor onbekende opdrachtgever                                            |
| 1805           | Bolsward        | Martinikerk                |            | II/P     | 34        | reparatie, H.H. Freytag                                                                                      |
| 1805           | Doesburg        | Martinikerk                |            | I        | 6         | kabinet-orgel, H.H. Freytag. Gebouwd voor onbekende opdrachtgever                                            |
| 1806–1808      | Finsterwolde    | Kerk van Finsterwolde      |            | I/p      | 15        | nieuwbouw, H.H. Freytag                                                                                      |
| 1806–1808      | Noordbroek      | Kerk van Noordbroek        |            | II/P     | 24        | ombouw, H.H. Freytag                                                                                         |
| 1807–1808      | Vollenhove      | Sint-Nicolaaskerk          |            |          |           | ombouw, H.H. Freytag                                                                                         |
| 1808           | Rotterdam       | Oosterkerk                 |            |          |           | reparatie, H.H. Freytag                                                                                      |
| 1809           | Eenum           | Kerk van Eenum             |            | I/p      | 10        | uitbreiding met aangehangen pedaal, H.H. Freytag                                                             |
| 1805–1810      | Rotterdam       | Grote of Sint-Laurenskerk  |            |          |           | ombouw, H.H. Freytag                                                                                         |
| 1809–1810      | Bolsward        | Doopsgezinde kerk          |            | I/p      | 11        | nieuwbouw, H.H. Freytag                                                                                      |
| 1809–1811      | Oostwold        | Kerk van Oostwold          |            | II/p     | 18        | nieuwbouw, H.H. Freytag, na diens dood voltooid o.l.v. Matthias Martin → Freytag-orgel van Oostwold          |
| 1810–1811      | Appingedam      | Nicolaïkerk                |            | II/p     | 20        | reparatie, H.H. Freytag                                                                                      |
| 1810–1812      | Warffum         | Kerk van Warffum           |            | II/P     | 24        | nieuwbouw, H.H. Freytag, na diens dood voltooid o.l.v. J.W. Timpe                                            |

Jürgen Ahrend · Johann Bätz · Heinrich Andreas Contius · Familie Gilman · Friedrich Fleiter · Carl Frei · Heinrich Hermann Freytag · Joseph Gabler · Rudolf Garrels · Gottfried Silbermann · Gerhard Grenzing · Albertus Antoni Hinsz · Bartelt Immer · Hans Henny Jahnn · Ludwig König · Hinrich Just Müller · Christian Müller · Carl Friedrich August Naber · Paul Peuerl · Georg Heinrich Quellhorst · Joachim Richborn · Arnold Rohlfs · Conradus Ruprecht II · A. Ruth und Sohn · Wilhelm Rütter · Arp Schnitger · Hans Wolff Schonat · Ernst Seifert · Andreas Silbermann · Friedrich Stellwagen · Johannes Stephanus Strümphler · Hans Suys · Johannes Wilhelmus Timpe · Welte-Mignon · Johann Friedrich Wenthin · Christian Gottlieb Friedrich Witte
Adema · Gebroeders Van der Aa · Jacobus Armbrost · Bakker & Timmenga · Johann Bätz · Jonathan Bätz · Joseph Binvignat · Sander Booij · Martin Butter · Van Dam · Matthijs van Deventer · Geert Pieters Dik · Johannes Duyschot · Roelof Barentszn Duyschot · Bernhardt Edskes · Marten Eertman · Gerardus Elberink · Elbertse · Antoon van Elen · Flentrop · Dirk Flentrop · Heinrich Hermann Freytag · Rudolf Garrels · Justus Geerkens · Pieter Geerkens · Gradussen · Albertus van Gruisen · Willem van Gruisen · Nicolaas van Hagen · Willem Hardorff · Hendrik Hermanus Hess · Jan van den Heuvel · Jan Adolf Hillebrand · Albertus Antoni Hinsz · Bernard Petrus van Hirtum · Nicolaas van Hirtum · Cornelis Hoornbeek · Klop Orgels & Klavecimbels · Hermanus Knipscheer · Johan Frederik Kruse · Ernst Leeflang · Lohman · Jan van Loo · Michaël Maarschalkerweerd · Pieter Maarschalkerweerd · Abraham Meere · Roelf Meijer · Michaël Mercator · Carl Friedrich August Naber · Familie Niehoff · Cornelis van Oeckelen · Petrus van Oeckelen · Detlef Onderhorst · Pels & Van Leeuwen · Pereboom & Leijser · Elbert Pluer · Radersma · Joachim Reichner  · Reil · Cornelis Rogier · Mense Ruiter · Conradus Ruprecht II · Hans Wolff Schonat · Franciscus Cornelius Smits · Frans Casper Snitger · Johannes Stephanus Strümphler · Johannes Wilhelmus Timpe · Valckx & Van Kouteren · Kam & Van der Meulen · Henk Veeningen · Matthijs Verhofstadt · Vermeulen · Verschueren · Johannes Vollebregt · Jacobus Vollebregt · Van Vulpen · Christian Gottlieb Friedrich Witte · Johan Frederik Witte · Lodewijk Ypma · Jacobus Zeemans
Zuid-Nederlands orgelbouwer (voor 1830)